# Bañados de Carrasco
Bañados de Carrasco es una amplia localidad próxima al límite del departamento de Montevideo, ubicado al noreste de la capital. Esta zona, comprendida dentro del área llamada como Montevideo rural, forma parte del Municipio F.
Su nombre hace referencia a los bañados ubicados dentro del territorio, dentro de la cuenca del arroyo homónimo.

## Antecedentes
El amplio territorio de la localidad, perteneció a la familia García Lagos, residentes en el actual Villa García, que en el año 1915 donaron dicho territorio al estado, al considerarlo como un territorio inútil, debido a la presencia de los humedales. Parte de este territorio, que incluía en ese entonces hasta el hoy Parque Roosevelt, el cual parte de su territorio fue desecado para convertirlo en parque público. 
En los años treinta se instalaría otro García en el territorio, el empresario y político Fernando García quien en 1930 adquiriere una extensión de nueve hectáreas al empresario Francisco Piria pata instalar allí  su amplia residencia sobre los bordes del Arroyo Carrasco. 

## Características
La localidad de Bañados de Carrasco limita con los barrios capitalinos de Las Canteras al suroeste, Flor de Maroñas y Jardines del Hipódromo al oeste, Punta de Rieles, Bella Italia y Villa Don Bosco al noroeste, Villa García y Manga al norte, el Departamento de Canelones al este y Carrasco Norte al sur.
Por ser una amplia área rural, no posee gran infraestructura. En su delimitación predomina fundamentalmente la naturaleza y los espacios verdes. En la localidad destaca el área de los humedales, y la construcción del estadio de Peñarol, denominado como Estadio Campeón del Siglo.
En torno al estadio de Peñarol, el club comenzó a obtener varias hectáreas cercanas a este, mediante las cuales comenzaron a ocupar las manzanas cercanas al nuevo estadio. La inversión del club modificó e impactó en el área.
La zona, esencialmente suburbana y rural, se ubican distintas instituciones educativas y gubernamentales, como la Escuela Nacional de Policía, la Dirección de Servicios Veterinarios del Ministerio de Ganadería, Agricultura y Pesca, y los liceos 58 y 45, como también las escuelas públicas 238. Es en dicho territorio donde también se encuentran las unidades penitenciarias n.° 6 y n.° 1 conocidas como cárceles de Punta de Rieles. Además de una amplia variedad de centros industriales, entre ellos la planta de Montevideo Refrescos y de Unilever, como también establecimientos agrícolas y vitícolas. En los últimos años tras la instalación del Estadio Campeón del Siglo la zona comenzó a desarrollar y sumar nuevas  infraestructuras vinculadas al club Atlético Peñarol (residencia de juveniles, estacionamiento, tiendas particulares, canchas de entrenamiento, etc.). Coloquialmente esta zona de la localidad de Bañados de Carrasco, fuertemente vinculada con el equipo aurinegro, comenzó a denominarse como Peñarol Rural, para localizarla dentro de toda la amplitud de Bañados de Carrasco pero, a la vez, lograr diferenciarla del barrio Peñarol capitalino. Incluso el club Manya colocó una copia del cartel de la estación ferroviaria que había en Villa Peñarol, para establecer un vínculo entre el barrio originario y el actual.

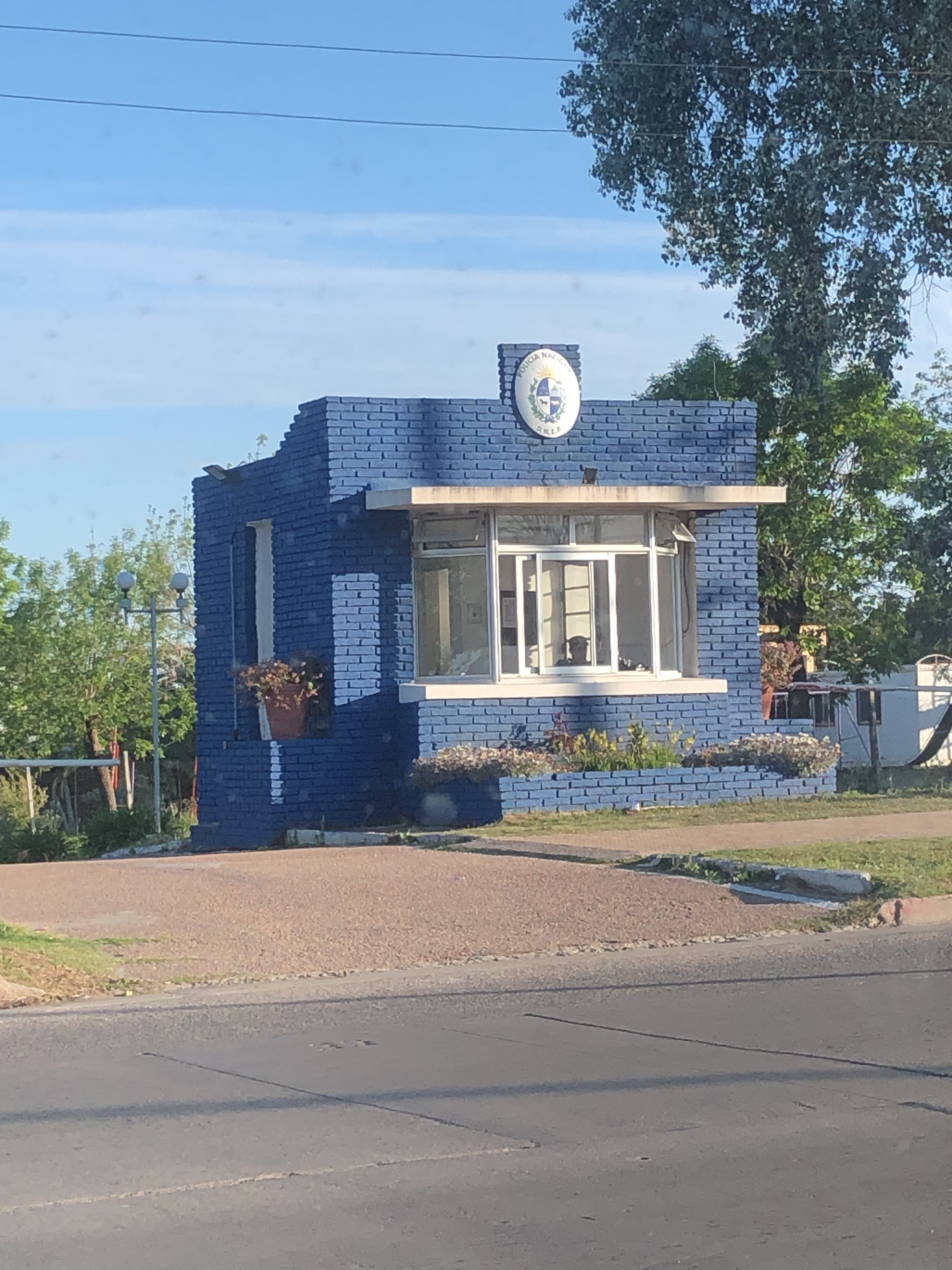
Escuela Nacional de Policía

Buena parte del territorio carece de una planificación urbana, encontrando residencias en su mayoría rurales, como también humildes y precarias, estando presente un amplio número de asentamientos irregulares. En los últimos años se han instalado distintos proyectos  urbanísticos semi privados que han logrado  urbanizar buena parte de su territorio. 

## Barrios
Dentro del territorio se encuentran presente distintos barrios como Vista Lista, Pablo Estramín y los asentamientos El Renuevo, Nuevo Carlomagno y el asentamiento Santa Eugenia devenido en barrio, con construcciones de bajo impacto. 
Además de los proyectos urbanos privados Los Olivos y la Calendaría. 

## Lugares para visitar

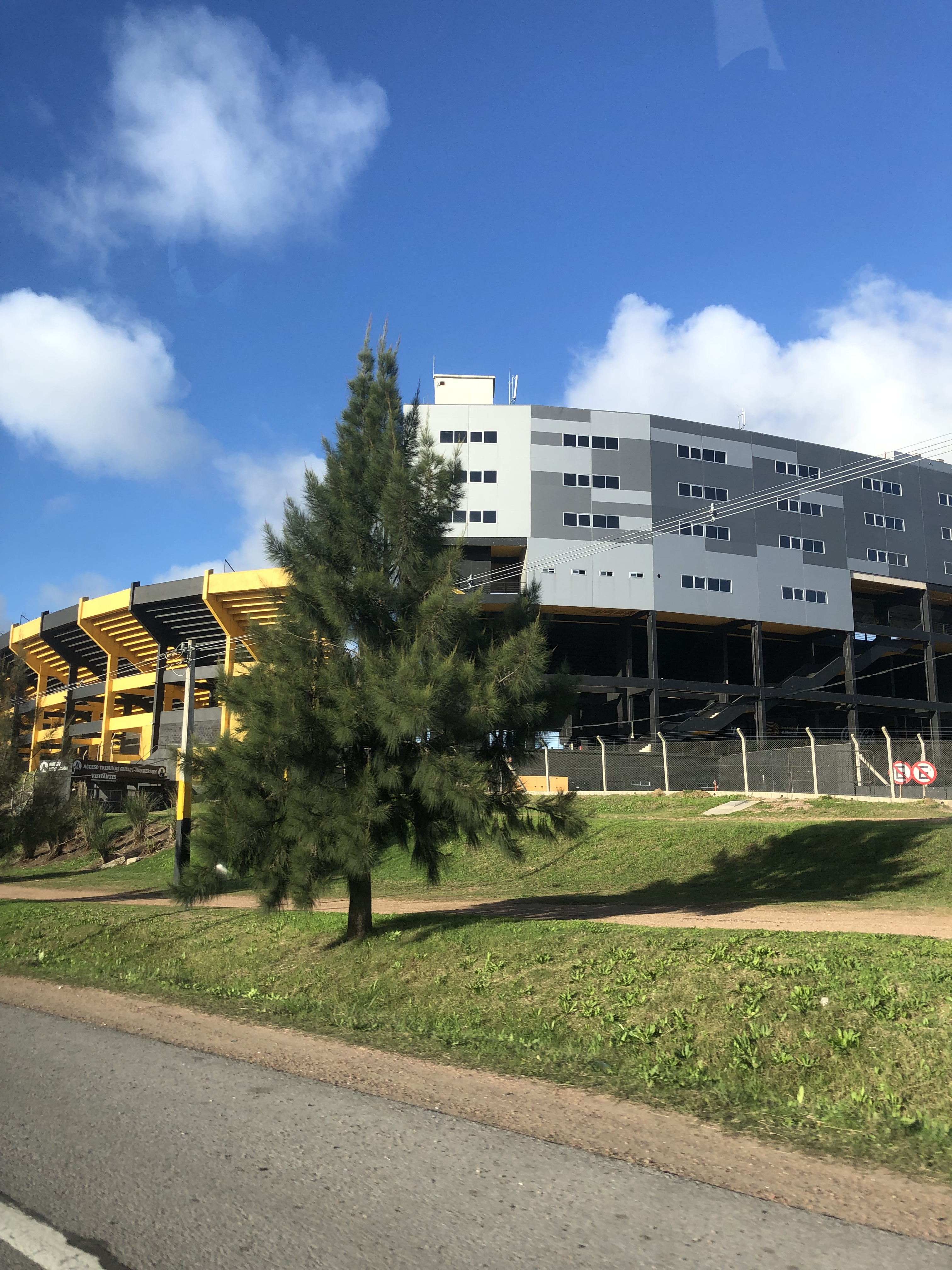
El principal atractivo de la localidad es el estadio de Peñarol.

Entre los barrios de la localidad indudablemente hay un sitio que destaca por sobre el resto: el Estadio Campeón del Siglo del Club Atlético Peñarol inaugurado por Peñarol en 2016 y con capacidad para cuarenta mil espectadores. El estadio está ubicado sobre el Camino Mangangá, rodeado por el Camino de los Siete Cerros y el Pasaje del Hornero, prácticamente sobre la Ruta 102. El mismo club inauguró en 2023 su Ciudad Deportiva Néstor Gonçalves en terrenos linderos al estadio.
En la zona también se encuentran el Complejo Carrasco Polo Club y el Museo Fernando García, un extenso parque en el que a la vez funciona un museo de carruajes.  Además funciona un centro de interpretación sobre los humedales. Más hacia el centro y sur de dicha localidad, aparecen otros complejos deportivos ubicados previamente (como el Complejo Pichincha de Defensor Sporting), algunos de rugby u otras disciplinas. A su vez por disposición de la Intendencia de Montevideo, no están habilitadas las construcciones de gran tamaño.

## Medio ambiente

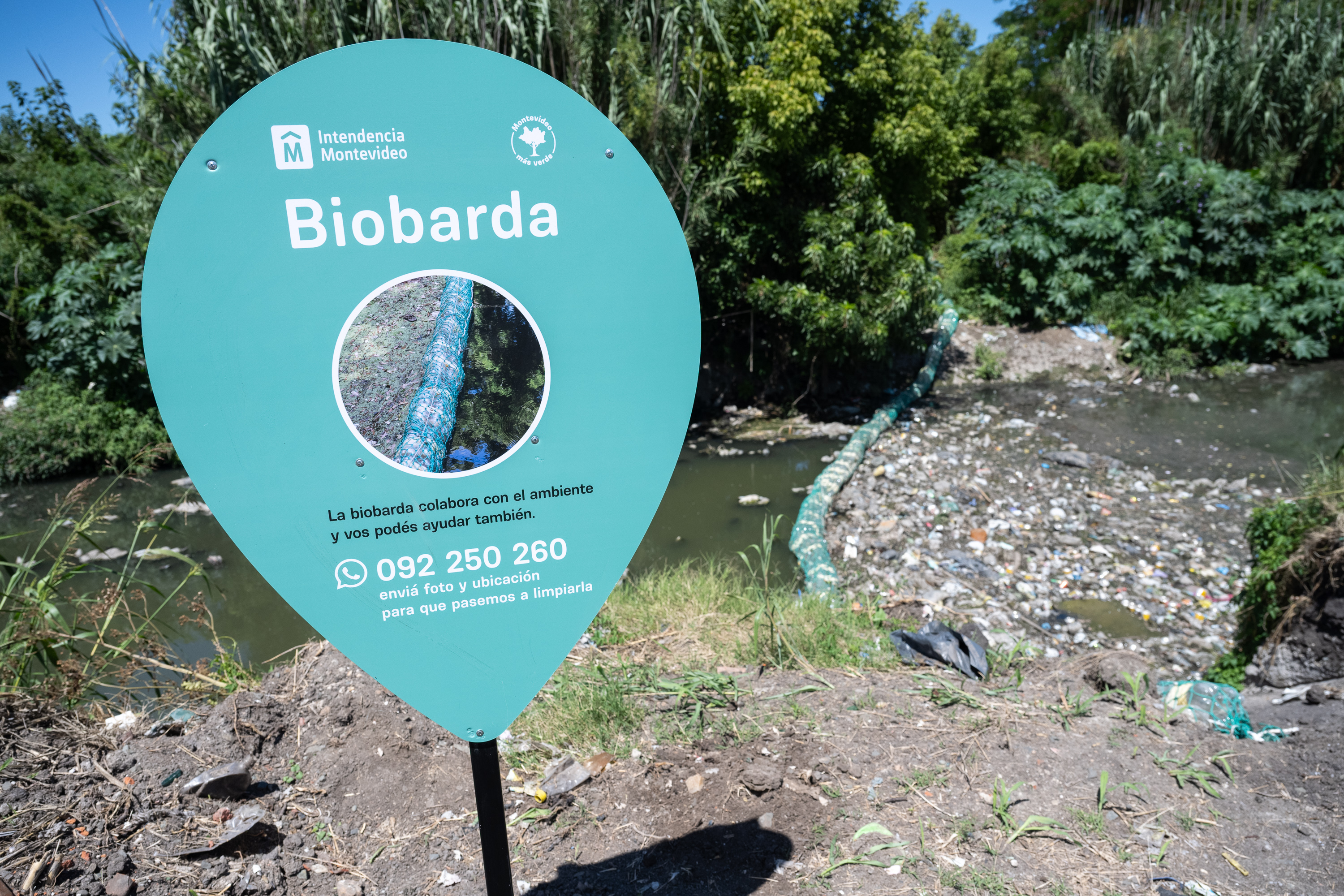
Biobarda instalada en uno de los afluentes del arroyo Carrasco en la localidad de Bañados de Carrasco.

Los bañados de Carrasco son un amplio e importante ecosistema dentro de la cuenca del Arroyo Carrasco conformado principalmente por los arroyos Toledo y Manga, como también otros afluentes de menores dimensiones. Pese a ser una zona rica en vegetación, es también una zona ampliamente contaminada, debido a la contaminación proveniente de  dichos afluentes. 
El paisaje además, se encuentra totalmente desprotegido, ya que no goza de ninguna declaración y protección, contrario a lo que sucede con los Humedales del Santa Lucía. 
Por su parte, en el territorio, cercano a los humedales, se encuentra  la usina de Felipe Cardozo, el mayor sitio de disposición final de Montevideo, que representa una alta contaminación odorífera para la zona y en ocasiones para los barrios circundantes.  